# The Witch: Part 2. The Other One
Série
The Witch: Part 1. The Subversion
Pour plus de détails, voir Fiche technique et Distribution.
The Witch: Part 2. The Other One (hangeul : 마녀 [魔女] Part2. The Other One ; RR : Manyeo [Majo] Part2. The Other One ; littéralement « La Sorcière ») est un thriller psychologique sud-coréen écrit et réalisé par Park Hoon-jeong, sorti en 2022.
C'est la suite du film du The Witch: Part 1. The Subversion sorti en 2018.

## Fiche technique
Sauf indication contraire, les informations mentionnées dans cette section peuvent être confirmées par la base de données cinématographiques IMDb,  présente dans la section « Liens externes ».
- Titre original : 마녀 [魔女] Part2. The Other One
- Titre français : The Witch: Part 2. The Other One
- Réalisation et scénario : Park Hoon-jeong
- Photographie : Kim Young-ho
- Montage : Kim Il-kwang
- Musique : Mowg
- Pays d'origine : Corée du Sud
- Format : Couleurs
- Genre : Thriller
- Durée : 137 minutes
- Dates de sortie :
  - Corée du Sud : 15 juin 2022

## Distribution
- Shin Si-ah (Cynthia) : la fille
- Jo Min-soo : docteur Baek
- Park Eun-bin : Kyung-hee
- Seo Eun-soo : Jo-hyeon
- Sung Yoo-bin : Dae-gil, le petit frère de Kyung-hee
- Jin Goo : Yong-doo
- Kim Da-mi : Goo Ja-yoon
- Uhm Tae-goo : un client dans un magasin (apparition exceptionnelle)

## Distinction

### Sélection
- Utopiales 2022 : sélection en compétition